# Université des îles Féroé
L'université des îles Féroé (Fróðskaparsetur Føroya en féroïen) est une université d'État située à Tórshavn, la capitale des îles Féroé. C'est la seule université dont la langue est le féroïen.
Elle se compose de trois départements : « langue et littérature féroïennes », « science et technologie », et « histoire et sciences sociales ». Il y a peu d'étudiants (142 au total).
L'université a un budget annuel de 19 millions de couronnes danoises. Elle a des contacts étroits avec l'université de Copenhague et l'université d'Islande, dans le cadre de projets de recherche.

## Historique
L'université des îles Féroé a été fondée en 1965 par des membres de la Société scientifique féroïenne, elle-même fondée en 1952.
L'université  commença à dispenser ses cours avec un seul professeur, le poète et philologue Christian Matras. Les premières années, elle offrit des cours annuels en histoire naturelle et en féroïen, destinés aux professeurs.
Outre l'enseignement, l'université mit en place un comité de collection ayant pour but la préservation de la culture populaire féroïenne. Aujourd'hui, ce matériel est inclus dans les archives du département de langue et littérature féroïennes. Un autre comité fut mis en place en 1972 pour recueillir les hymnes et ballades en féroïen.

## Relations internationales
L'université est membre de l’Université de l'Arctique. UArctic est un réseau international d’universités, d’instituts de recherche et d’organisations ayant pour but de promouvoir, coordonner et soutenir la recherche ainsi que l’éducation en régions arctiques.